# La Belle Ferronnière (maîtresse de François Ier)
Pour l’article homonyme, voir La Belle Ferronnière.
La Belle Ferronnière, née en 1500 et morte avant la fin du XVIe siècle, est le surnom d'une des maîtresses de François Ier, et sur laquelle on n'a que des renseignements contradictoires. Suivant l'opinion commune, elle était espagnole, et serait venue en France à la suite de la troupe de vagabonds et de charlatans qui accompagna le roi à son retour de captivité.
Femme d'un riche ferronnier (marchand d'ouvrages en fer) ou fille d'un bourgeois nommé Ferron, elle aurait été séduite par François Ier. Le mari, pour se venger, se serait inoculé à dessein le tréponème de la syphilis, afin que son épouse infidèle transmît à son insu la maladie au roi. Telle serait l'origine de la maladie honteuse dont François Ier fut frappé, et dont il souffrit jusqu'à sa mort.
Selon Louis Guyon seigneur de la Nauche, médecin :

« Le grand roi François 1er rechercha la femme d'un avocat de Paris, très belle et de bonne grace que je ne veux nommer car elle a laissé des enfants pourvus de grands états. Ce que connaissant, aucuns courtisans et maquereaux royaux dirent au roi qu'il la pouvait prendre d'autorité et par la puissance de sa royauté. Enfin, le mari dispensa sa femme de s'accommoder à la volonté du roi et afin d'empêcher en rien cette affaire, il fit semblant d'avoir affaire aux champs pour huit ou dix jours cependant, il se tenait caché dans la ville de Paris fréquentant les bourdeaux cherchant la vérole pour la donner à sa femme afin que le roi la prit d'elle. Et trouva incontinent ce qu'il cherchait et en infecta sa femme et puis après le roi. Lequel la donna à plusieurs autres femmes qu'il entretenait et n'en put jamais guérir et tout le reste de sa vie, il fut mal sain, chagrin, fascheux et inaccessible… »

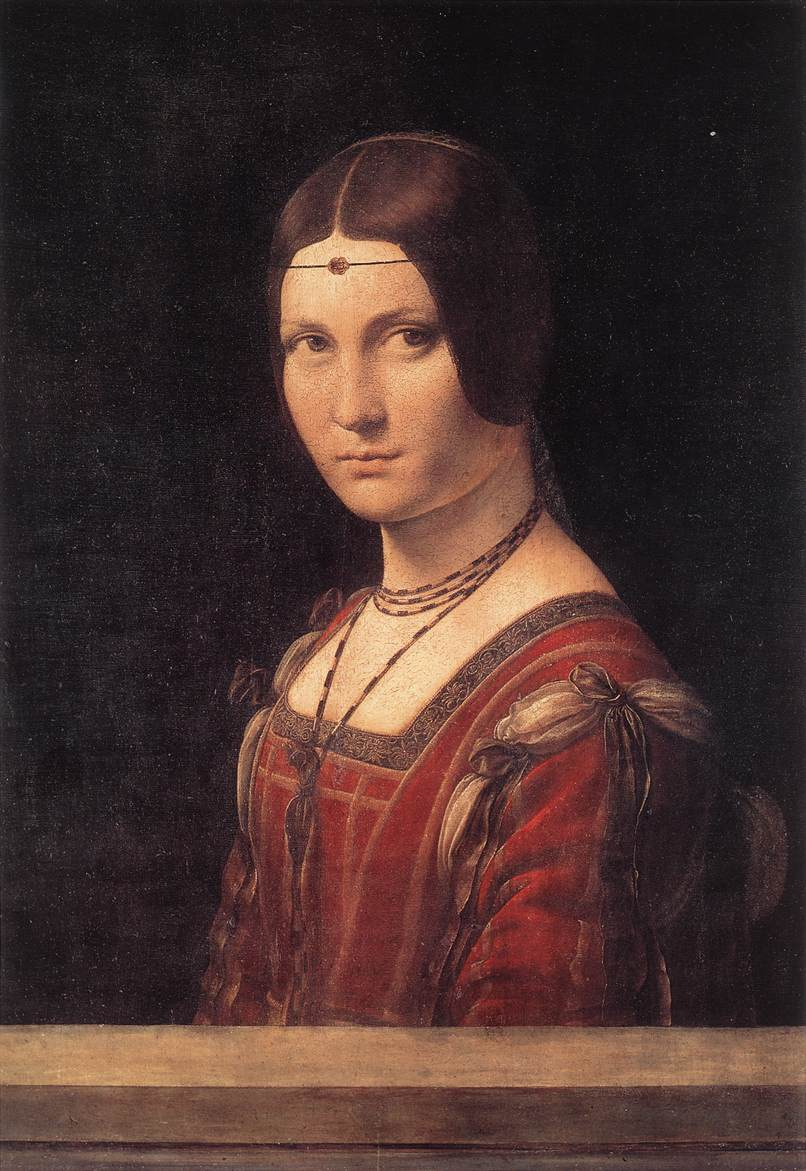
La Belle Ferronière (1495-1499), œuvre de Léonard de Vinci, est en réalité le portrait d'une autre femme.

Quoi qu'il en soit, l'existence de cette favorite ne saurait être mise en doute mais les détails qui la concernent, authentiques en partie, peut-être, n'ont pas un caractère assez respectable de certitude pour être acceptés par l'histoire. On ne lui en a pas moins fait cette épitaphe :

« Ci-gît la belle Ferronnière,

Dont les dangereuses faveurs,

Par les soins d'un jaloux qu'aveuglaient ses fureurs,

Ont d'un galant monarque abrégé la carrière. ».

Albert Blanquet a composé un roman sur l'intrigue de François Ier avec la belle Ferronnière.
Cette femme a donné son nom à une parure consistant en une bandelette qui entoure la tête et qui ferme sur le front avec un camée ou une pierre précieuse.

## Sources
- Grand dictionnaire universel du XIXe siècle

Cet article comprend des extraits du Dictionnaire Bouillet. Il est possible de supprimer cette indication, si le texte reflète le savoir actuel sur ce thème, si les sources sont citées, s'il satisfait aux exigences linguistiques actuelles et s'il ne contient pas de propos qui vont à l'encontre des règles de neutralité de Wikipédia.